# 別冊ビバプリンセス
『別冊ビバプリンセス』（べっさつビバプリンセス）は、1976年から1990年にかけて秋田書店が発刊していた少女向け年4回発刊の季刊誌漫画雑誌。1986年3月より隔月刊化し雑誌名を『ViVa PRINCESS(ビバプリンセス)』として1990年5月まで刊行した。
その後、1990年から季刊誌『別冊プリンセス』（べっさつプリンセス）として再スタートしたが、1994年に休刊した。

## 概要
1976年3月に秋田書店が『別冊ビバプリンセス』の誌名で創刊。『月刊プリンセス』（秋田書店）の派生誌。
1970年代、少女向けの月刊漫画雑誌の創刊が相次ぐ中に、創刊され姉妹誌の『月刊プリンセス』より読み切り作品が多いのが特徴であった。また連載作品は『月刊プリンセス』への移籍や同誌からの出張連載などが中心であり、持続性が無いものが多く、『別冊ビバプリンセス』において1年以上の長期連載となった作品は『アルカサル-王城-』（青池保子）、『ふふふの闇』（山田ミネコ）、『黄金の梨』（坂田靖子）の3作品のみである。
1976年3月の創刊号(春号)から1985年12月(1986年冬号)までの間は、年4回発刊の季刊誌であったが、1986年3月(4月号)より隔月刊化し雑誌名を「別冊」を取った『ViVa PRINCESS(ビバプリンセス)』に変更し、1990年5月（6月号）まで刊行した。その後一旦休刊し、1990年11月季刊誌『別冊プリンセス』として再スタートしたが、1994年10月に No.17号を最後に休刊した。

## 掲載作品一覧

### 漫画作品
- エロイカより愛をこめて、アルカサル-王城-（青池保子）
- 悪魔の花嫁（原作　池田悦子、作画　あしべゆうほ）
- 久遠の流れに…　王家の紋章番外編（細川智栄子）
- 闇のシルエット（千之ナイフ）
- ふふふの闇（山田ミネコ）
- 黄金の梨、バラエティ・ギフト、ゾウの肩かけ（坂田靖子）
- 花冠の竜の国（中山星香）
- 風と海とモアイ（高階良子）
- ノヴァ、ロンリーちゃん、にゃんにゃこクキちゃん（吾妻ひでお）
- うしろの正面だあれ?（あしべゆうほ）
- アナスタシアとおとなり（花郁悠紀子）
- キャルのラブストーリー（乙部啓子）
- ヨーロッパみぎひだり（萩尾望都）
- 未来子、昨日の続き、私のであった名場面、帰り道、家への長い道のり、春の足おと（樹村みのり）
- 寄生木（わたなべまさこ）
- ラムちゃん（和田慎二）
- 真貴子（ささやななえ）
- 痣（古賀新一）
- 白い星座（あすなひろし）
- 10月のミルク（立原あゆみ）
- 黒ずくめの天使（天城小百合）
- 移香坂野荊棘寮（亜月裕）
- 麦わら帽子の海（高瀬直子）
- 友よ静かに死ね（山智子）
- ザ・タカラヅカ とおい灯、宝石物語、なよ竹のかぐや姫（竜樹諒）

## 別冊プリンセス
『別冊ビバプリンセス』は、休刊後、誌名を『別冊プリンセス』に変更し季刊誌として1990年11月にNo.1号を発刊した。1994年10月にNo.17号を最後に休刊。『別冊ビバプリンセス』時代を含め18年の歴史にピリオドを打った。

### 掲載作品一覧
- アルカサル-王城-（青池保子）
- BUD BOY（市東亮子）
- アスタロト（魔夜峰央）
- 笛吹童子、藍のぞきの色、月氷修羅（山岸凉子）
- 銀晶水、純金の童話（木原敏江）
- コケティッシュ･ラブ（森山薫）
- 移香坂 野荊棘寮（亜月裕）
- 魔･ちがいの呪文（あしべゆうほ）
- 花離宮（原ちえこ）
- 黄金の梨（坂田靖子）
- 704号の住人（戸部けいこ）
- ささめごと（河村恵利）
- はむこ参る!（尼子騒兵衛）

## 参考資料
- 米沢嘉博『戦後少女マンガ史』（2007年、筑摩書房）
- 小学館漫画賞事務局、竹内オサム『現代漫画博物館』（2006年、小学館）
- 青池保子『エロイカより愛をこめて35周年メモリアルブック』(2012年、秋田書店)
- 青池保子『「エロイカより愛をこめて」の創りかた』(2009年、マガジンハウス)
- 河出書房新社編『吾妻ひでお〈総特集〉---美少女・SF・不条理ギャグ、そして失踪』(2011年、河出書房新社)